# 国鉄タサ2500形貨車
国鉄タサ2500形貨車（こくてつタサ2500がたかしゃ）は、かつて鉄道省及び1949年（昭和24年）6月1日以降は日本国有鉄道（国鉄）に在籍した私有貨車（タンク車）である。
本形式と同一の専用種別であるタサ2600形についても本項目で解説する。

## タサ2500形
タサ2500形は濃硫酸及び発煙硫酸専用の20t積タンク車として1938年（昭和13年）11月21日に2両（コタサ2500 - コタサ2501）が新潟鐵工所1社のみで製作された。
記号番号表記は特殊標記符号「コ」（全長 12 m 以下）を前置し「コタサ」と標記する。
本形式の他に「濃硫酸」又は「濃硫酸及び発煙硫酸」を専用種別とする貨車は、タム400形（418両）、タキ300形（483両）、タキ4000形（351両）、タキ5750形（500両）、タキ46000形（71両）等実に21形式が存在した。
所有者は、日本鉱業の1社のみでありその常備駅は、常磐線の助川駅であった。戦中、戦後は日本硫酸配給統制、日本硫硝酸統制、日本硫硝酸と変遷し最終的に再び日本鉱業へ名義変更された。
ドーム付き直円筒型のタンク体は、普通鋼（一般構造用圧延鋼材、SS41現在のSS400）製で荷役方式はタンク上部のマンホール又は積込口からの上入れ、液出管と空気管使用による上出し方式である。
車体色は黒色、寸法関係は全長は8,600mm、台車中心間距離は6,470mm、実容積は13.8m3、自重は14.0t - 14.4t、換算両数は積車3.5、空車1.6であり、台車はアーチバー式のTR20であったがその後TR41Dに変更された。
1974年（昭和49年）10月3日に2両そろって廃車となり、同時に形式消滅となった。

## タサ2600形
タサ2600形は濃硫酸及び発煙硫酸専用の20t積タンク車として1942年（昭和17年）2月14日に6両（コタサ2600 - コタサ2605）が新潟鐵工所1社のみで製作された。
所有者は、三井鉱山の1社のみでありその常備駅は高山本線の猪谷駅であった。その後社名は三井金属鉱業に変更し、常備駅は神岡線の開業に伴い神岡口駅へ変更された。
車体色は黒色、寸法関係は全長は9,650mm、台車中心間距離は6,550mm、実容積は11.0m3、自重は14.4t - 14.8t、換算両数は積車3.5、空車1.4であり、台車はアーチバー式のTR20であったがその後TR41Dに変更された。
1973年（昭和48年）11月28日に全車一斉に廃車となり同時に形式消滅となった。